# Oltre l'infinito
Oltre l'infinito (The Big Jump) è un romanzo di fantascienza della scrittrice statunitense Leigh Brackett pubblicato nel 1953.

## Storia editoriale
Il racconto è stato pubblicato per la prima volta nel 1953 negli Stati Uniti sul numero di febbraio della rivista Space Stories. Subito dopo l'uscita del romanzo circolò la voce che il film Berretti rossi, in lavorazione con il titolo provvisorio di Red Beret, avrebbe potuto invece intitolarsi The Big Jump; la scrittrice era preoccupata che l'omonimia della pellicola avrebbe potuto causare problemi alla ristampa del suo romanzo in edizione paperback. Il film fu invece distribuito negli Stati Uniti con il titolo di Paratrooper.
Il romanzo fu pubblicato nel 1955 in edizione omnibus, unitamente al romanzo Il disco di fiamma (Solar Lottery) dello scrittore Philip K. Dick.

## Trama
(Leigh Brackett, Oltre l'infinito)
Arch Comyn sbarca su Marte e si introduce in una struttura appartenente alla ricca famiglia imprenditoriale dei Cochrane, dai trascorsi poco limpidi. Comyn ha saputo che lì viene tenuto nascosto uno dei cinque uomini dell'equipaggio della prima astronave iperspaziale ad aver compiuto "il grande balzo" ma di cui si erano perse le tracce durante il viaggio inaugurale verso la stella di Barnard. Tra i membri della spedizione dispersa vi era Paul Rogers, un vecchio amico di Comyn che lui vuole ritrovare. Comyn riesce a parlare con l'uomo nascosto nella struttura, lo scienziato Ballantyne, gravemente malato: Comyn ne raccoglie le ultime allucinate parole prima della morte. L'infiltrato viene subito dopo scoperto e torturato dalla famiglia Cochrane affinché riferisca le notizie apprese. L'uomo resiste alle pressioni e viene quindi rilasciato: la notizia della scomparsa dell'equipaggio ma della riuscita del viaggio viene quindi diffusa. Tornato sulla Terra a New York, Comyn si accorge di essere pedinato da due uomini e teme per la sua vita. Indagando sul senso delle vaneggianti ultime parole di Ballantyne Comyn comprende che gli astronauti dovevano aver scoperto giacimenti di elementi transuranici in uno dei pianeti del sistema visitato. Durante una conferenza stampa trasmessa in mondovisione la giovane Sydna Cochrane lancia un velato ma inequivocabile messaggio a Comyn, invitandolo a collaborare con la sua famiglia. Comyn si libera dei pedinatori e si reca al quartier generale dei Cochrane per accettare la proposta.
Sydna introduce Comyn, con il quale nel frattempo ha una relazione, nel quartier generale dei Cochrane sulla Luna, nel mare Imbrium nonostante il parere contrario del vecchio Jonas Cochrane, del marito della cugina, William Stanley, e del fratello Peter. Nei sotterranei della base lunare è custodito il corpo di Ballantyne, scosso da ispiegabili fremiti causati da un'energia sovrannaturale probabilmente il risultato dell'esposizione alle radiazioni degli elementi transuranici. Comyn, bluffando, lascia intendere di aver appreso da Ballantyne il luogo dove la prima missione avrebbe rinvenuto i rari elementi e convince il vecchio Jonas Cochrane a organizzare una nuova spedizione. Durante i preparativi Comyn sfugge alla morte per mano di un sicario mentre sulla Terra movimenti politici cercano di imporre ai Cochrane di rendere pubblico il progetto del motore interstellare. I lavori di adeguamento di un'astronave per affrontare il viaggio interstellare procedono veloci e, quando è pronta, su di essa si imbarcano tra gli altri anche Peter e il fratello, William e lo stesso Comyn.
Durante il viaggio William attenta alla vita di Comyn ma viene fermato dalla scampata vittima. William si era impossessato di alcuni diari di bordo di Ballantyne e avrebbe rivelato il pianeta sul quale i preziosi elementi erano disponibili solo in cambio della quota di maggioranza del gruppo: l'eliminazione di Comyn lo avrebbe lasciato unico depositario del segreto. Il bluff di Comyn viene scoperto e i due fratelli membri della famiglia Cochrane accettano malvolentieri l'accordo con l'avido parente. Una volta su Barnard II l'equipaggio viene in contatto con i sopravvissuti della prima missione e di alcuni alieni dalle fattezze umane ma i cui corpi erano contaminati dall'energia transuranica si stavano evolvendo in una forma di vita superiore. Comyn ritrova l'amico Paul Rogers e mentre tenta con scarso successo di convincerlo a ritornare sulla Terra, rimane anche anch'egli contaminato dall'energia avviando nel suo corpo un'evoluzione che non è capace di interrompere. Sul pianeta Comyn scopre l'esistenza di un'altra forma di vita senziente che chiama "i Transuranici" verso cui si sta muovendo l'evoluzione degli esseri umani contaminati. Fortunosamente Peter e altri scienziati dell'equipaggio riescono a salvare Comyn riportandolo a bordo, lasciando però sul pianeta i quattro sopravvissuti della prima spedizione e William Cochrane.
L'astronave ritorna sulla Terra dove Peter convince il vecchio Jonas Cochrane ad abbandonare il progetto di sfruttamento di Barnard II. Comyn non riesce a dimenticare facilmente l'esperienza vissuta e l'attrazione dell'energia transuranica è ancora così forte in lui da farlo soffrire per non essere rimasto sul pianeta alieno. Sulla Terra però ritrova ad aspettarlo l'amata Sydna.

## Personaggi
Arch ComynIl determinato protagonista del romanzo.
Jonas CochraneL'anziano capofamiglia e fondatore del gruppo Cochrane. Ha fondato la sua fortuna su azioni poco trasparenti e probabilmente illegali, suscitando i sospetti e le critiche dell'opinione pubblica.
BallantyneScienziato inventore di un motore interstellare. Ritornato dalla prima missione di prova, muore a causa della contaminazione con elementi transuranici.
Sydna CochraneLa giovane e bellissima nipote di Jonas Cochrane. Invita Comyn a collaborare con la sua famiglia e si innamora dell'uomo.
Peter CochraneIl fratello di Sydna. Si imbarca sulla nave interstellare diretta verso la stella di Barnard.
William "Bill" StanleyIl direttore commerciale del gruppo Cochrane, marito di Claudia, una delle nipoti dell'anziano fondatore del gruppo ma innamorato di Sydna. Mira al controllo azionario del gruppo e tenterà di tutto per riuscire nell'intento. Rimarrà sul pianeta Barnard II.
FrenchIl medico di bordo dell'astronave interstellare, l'unico sufficientemente esperto di medicina transuranica, avendo maturato una certa esperienza durante la malattia di Ballantyne.
Paul RogersAmico di lunga data di Comyn, disperso nel corso della prima missione interstellare. Rimarrà sul pianeta Barnard II dopo aver subito una mutazione che lo ha reso sovraumano.
RothFisico imbarcato a bordo dell'astronave interstellare.
Simon CochraneGiovane fratello di Sydna e di Peter, anche lui membro dell'equipaggio della nave diretta verso la stella di Barnard.

## Influenza culturale
Lo scrittore William S. Burroughs ha affermato di aver usato una frase contenuta in The Big Jump come fonte di ispirazione di alcuni passaggi di una sua opera. La frase in particolare "sweetly inhuman voices" è infatti testualmente riportata sia nel racconto We Are Here Because of You di Burroughs,, sia nel romanzo The Big Jump della Brackett.

## Edizioni
- (EN) Leigh Brackett, The Big Jump, in Space Stories, Standard Magazines, febbraio 1953.
- (EN) Philip K. Dick e Leigh Brackett, Solar Lottery/The Big Jump, Ace Doule, New York, Ace Books, 1955.
- Leigh Brackett, Oltre l'infinito, traduzione di Ugo Malaguti, Saturno. Collana di fantascienza, n. 1, Libra editrice, 1977,  p. 174.